# Death Angel
Death Angel är ett amerikanskt thrash metal-band från San Francisco, bildat 1982.
Gruppen bestod från början av kusinerna Mark Osegueda (sång), Rob Cavestany (gitarr), Gus Pepa (gitarr), Dennis Pepa (bas) och Andy Galeon (trummor). 1986 spelade de in demon Kill as One vilken producerades av Metallica-gitarristen Kirk Hammet och ledde till skivkontrakt med Enigma Records. Debutalbumet The Ultra-Violence gavs ut 1987. Uppföljaren Frolic Through the Park släpptes året därpå. Inför deras tredje album Act III (1990) hade gruppens kontrakt sålts till Geffen Records.
På väg till en spelning i Las Vegas skadades 1990 trummisen Andy Galeon allvarligt i en bilolycka och skulle behöva över ett år för att återhämta sig. Kort därefter bestämde sig Osegueda för att sluta med musiken och flyttade till New York. De kvarvarande bandmedlemmarna bildade istället gruppen The Organization. 2001 återförenades Death Angel för att spela på en välgörenhetsgala för Testament-sångaren Chuck Billy, dock utan Gus Pepa som ersattes av Ted Aguilar. Gruppens fjärde album, The Art of Dying, gavs ut 2004. Det följdes 2008 av Killing Season.
Dennis Pepa lämnade bandet i oktober 2008.

## Bandmedlemmar
Nuvarande medlemmar
- Rob Cavestany – gitarr (1982–1991, 2001–)
- Mark Osegueda – sång (1984–2001, 2001–)
- Ted Aguilar – gitarr (2001–)
- Damien Sisson – basgitarr (2009–)
- Will Carroll – trummor (2009–)

Tidigare medlemmar
- Dennis Pepa – basgitarr (1982–1991, 2001–2008), sång (1982–1984)
- Andy Galeon – trummor (1982–1991, 2001–2008)
- Gus Pepa – gitarr (1982–1991)
- Sammy Diosdado – basgitarr (2009)

Turnerande medlemmar
- Chris Kontos – trummor (1991)
- Steev Esquivel – basgitarr (2009)
- Damien Sisson – basgitarr (2009)

## Diskografi
Studioalbum
- 1987 – Ultra-Violence
- 1988 – Frolic Through the Park
- 1990 – Act III
- 2004 – The Art of Dying
- 2008 – Killing Season
- 2010 – Relentless Retribution
- 2013 – The Dream Calls for Blood
- 2016 – The Evil Divide
- 2019 – Humanicide

Livealbum
- 1990 – Fall From Grace
- 2015 – The Bay Calls for Blood - Live in San Francisco

Samlingsalbum
- 2005 – Rarities
- 2005 – Archives & Artifacts
- 2007 – The Long Road Home
- 2013 – The Art of Dying / Killing Season